# 英国地方政府
英國沒有單一體系的地方政府。英國是由英格蘭、蘇格蘭、威爾斯和北愛爾蘭所組成的憲政國家，每個構成國都有各自不同的地方行政制度。

## 英格蘭

英格蘭郡和單一政區

英格蘭的地方政府大致分為三個層級：民政教區、地方當局和區域當局。英格蘭的每個地方至少由一個地方當局管理，而教區議會和區域當局並非無處不在。此外，還有31名警察及犯罪事務專員、4名警察消防及犯罪事務專員，以及10個具有地方政府職責的國家公園管理局。英格蘭並無一套統一的地方政府架構，而最後一次全面改革已經追溯到1974年。

### 教區議會
教區議會是地方政府的最低層級的議會，主要存在於農村和較小的城鎮地區。教區議會的職責有限，通常只包括提供和維護公共空間和設施。

### 地方議會
現時英格蘭共有317個地方議會，主要有五種類型：32個倫敦自治市議會、36個都會自治市議會、21個非都市郡議會、164個非都市區議會，以及58個單一管理局。
某些地區有郡議會負責整個郡份的市政服務，而其他地區亦有設立次一級的區議會負責其他服務，這些議會由分別的選舉產生。某些區域有一級的地方組織，被授予單一管理區的稱號。郡的議會被稱為「郡議會」，而區的議會視這個區域的地位稱為「區議會」、「鎮議會」或「市議會」。「單一政區」可以被稱為郡議會、都會區議會、鎮議會、市議會、區議會，或就是「議會」。這些稱呼並不改變這些區域的角色或權限。
地方議會負責處理地區性的公共服務，例如教育、康樂、規劃申請、垃圾收集和廢物處理等。在兩級地方政府的地區內，會由非都市郡議會和兩個或更多的非都市區議會共同承擔這些服務的責任。在單一級地方政府地區，單一管理局、倫敦自治市或都市自治市的議會會提供所有服務。
歷史上，地方議會擁有行政、立法不分割的傳統，而議會的大部分權力通常會由賦予轄下委員會或小組委員會行使；倫敦市和錫利群島擁有獨特的行政體制。自1997年起，各個地區可以選擇設立民選市長一職，負責制定行政綱領及與議會分擔工作。

### 區域當局
目前英格蘭已有十一個聯合管理局，而英國政府有計劃建立更多區域當局。

#### 大倫敦政府
大倫敦政府是大倫敦的區域當局，亦是首個成立的區域當局，負責運輸、警務、消防和救援、開發和策略規劃。該府有一名民選的倫敦市長領導，並接受倫敦議會監察。

#### 聯合管理局

英格蘭的聯合管理局

在英格蘭，聯合管理局是非大倫敦地區的區域當局，允許兩個或更多的地方當局自願合併為或賦權予一個更高層次的策略性管治當局。英國政府會就相應的地方議會達成權力下放協議，給予該覆蓋區域一些其超出典型地方當局的權力。
聯合管理局會由一名民選市長領導，並與該局覆蓋的地方議會領袖共同作出決策。倫敦自治市鎮、都市自治市鎮和某些單一管理局會與該區的聯合管理局合作，以共同分擔不同的公共服務。目前，英格蘭共有13個聯合管理局：
- 劍橋郡及彼德堡聯合管理局
- 東密德蘭聯合管理局
- 大林肯郡聯合管理局
- 大曼徹斯特聯合管理局
- 赫爾及東約郡聯合管理局
- 利物浦都會區聯合管理局
- 東北英格蘭聯合管理局
- 南約克郡聯合管理局
- 蒂斯谷聯合管理局
- 西密德蘭聯合管理局
- 西英格蘭聯合管理局
- 西約克郡聯合管理局
- 約克及北約克郡聯合管理局

## 蘇格蘭、威爾斯和北愛爾蘭
蘇格蘭、威爾斯和北愛爾蘭各自採取單一管理區的模式，意謂著單一層級的地方政府。現時有32個蘇格蘭地方議會轄區、22個威爾斯主要地區、以及11個北愛爾蘭區。
在區域層面，一個地區被劃分成幾個民政教區。威爾斯及蘇格蘭的民政教區被稱呼為社區。它們被統稱為地方議會。

### 蘇格蘭
蘇格蘭共有32個地方議會。各個議會都提供公共服務，包括教育、社會福利、廢棄物管理、圖書館和城市規劃。地方議會的大部分資金來自蘇格蘭政府，但它們獨立運作並只對當地選民負責。議會通過地方變動的住宅物業稅（議會稅）和非住宅物業稅（商業稅）來增加額外收入。
地方議會由當地居民直接選舉產生的議員組成。每個議會轄區分為若干個選區，每個選區各有3至4名議員代表。目前，蘇格蘭共有1,227名民選議員。地方選舉通常每五年舉行一次，並採用可轉移單票制。最近一次選舉是2022年蘇格蘭地方選舉，下一次選舉將於2027年舉行。
地方議會的行政當局通常由獲得議會多數支持的議員組成，並可以分成少數當局和多數當局。儘管聯合政府更為常見，但偶爾也會有單一政黨組成的多數政府；但由於蘇格蘭地方選舉採用比例代表制的選舉制度，這種情況並不常見。儘管在蘇格蘭本土並不常見，但無黨籍議員也可能成為行政當局的成員。
蘇格蘭地方議會協會（COSLA）是一個成立於1975年的傘狀組織，代表蘇格蘭32個議會向蘇格蘭政府表達意見。

### 北愛爾蘭
自2015年起，北愛爾蘭共有11個地區。
以往，北愛爾蘭被分為26個分區；自2005年起，北愛爾蘭事務大臣和北愛爾蘭行政院各自研究合併並減少地區數目，以平衡各區的人口。

## 近代選舉列表
- 2023年英國地方選舉
- 2024年英國地方選舉

## 外部連結
- Improvement & Development Agency for Local Government
- Local Government Association for England and Wales
- Convention of Scottish Local Authorities
- Local Government Information Unit
- Local government corruption report from BBC Radio 4 File on Four.
- Local government news aggregator
- City Mayors site （页面存档备份，存于）
- The Local Channel （页面存档备份，存于） - Glossary of local government terms.
- Centre for Cities